# Manfred Nowak

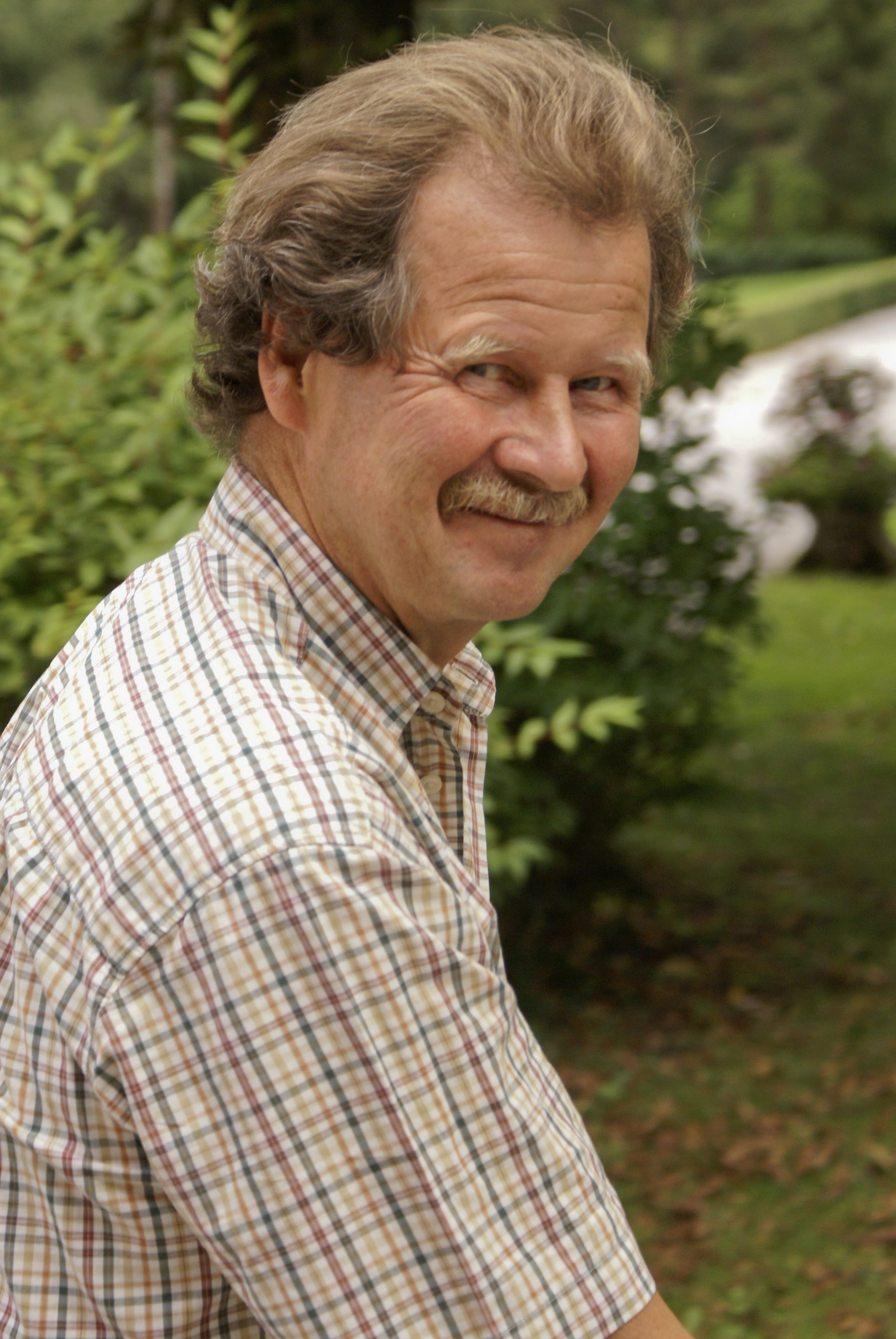
Manfred Nowak im September 2007

Manfred Nowak (* 26. Juni 1950 in Bad Aussee, Steiermark) ist ein österreichischer Jurist und Menschenrechtsanwalt. Von 2004 bis 2010 war er als Sonderberichterstatter der Vereinten Nationen über  Folter tätig. Nowak war wissenschaftlicher Direktor am Ludwig Boltzmann Institut für Menschenrechte und ehemaliger Richter der Menschenrechtskammer von Bosnien und Herzegowina. Er leitete als unabhängiger Experte die Globale Studie über Kinder, denen die Freiheit entzogen wurde.
Nowak ist Generalsekretär des European Inter-University Centre for Human Rights and Democratisation (EIUC) in Venedig, Italien; Professor für Internationale Menschenrechte und wissenschaftlicher Direktor des Wien-Master-Artium für Menschenrechte. Im Jahr 2016 wurde er als unabhängiger Experte der Leiter globaler Studien der Vereinten Nationen für Kinder, die ihrer Freiheit beraubt wurden. Nowak setzt sich für Menschenrechte in verschiedenen Ländern ein, in denen Menschen gefoltert und misshandelt werden.
Nowak ist Unterstützer der Kampagne für die Einrichtung einer parlamentarischen Versammlung der Vereinten Nationen, einer Organisation, die sich für demokratische Reformen in den Vereinten Nationen einsetzt, und ist dafür, dass ein internationales politisches System mit größerer Verantwortung gegründet wird.
Nowak berichtete über seine Arbeit als Sonderberichterstatter im Journal of Human Rights Practice.
Nowak war Schüler von Felix Ermacora und arbeitete bis zu dessen Tod 1995 mit ihm zusammen. Sie gründeten 1992 gemeinsam mit Hannes Tretter das Ludwig-Boltzmann-Institut für Menschenrechte. Von 1992 bis 2019 war Nowak wissenschaftlicher Direktor des Ludwig-Boltzmann-Instituts, außerdem war er von 2011 bis 2016 Professor für Internationales Recht an der Universität Wien.

## Leben

### Ausbildung
Manfred Nowak besuchte die Volksschule in Leonding und danach das 2. Bundesrealgymnasium (BG/BRG Ramsauerstrasse) in Linz, wo er am 28. Mai 1968 seine Matura machte.
Von 1968 bis 1969 studierte er Rechte an der Hochschule für Sozial- und Wirtschaftswissenschaften in Linz, dem von 1969 bis 1972 ein Studium in Recht und Volkswirtschaft an der Universität Wien folgte. 1970 bis 1973 studierte Nowak Werbung und Verkauf an der Hochschule für Welthandel in Wien und wurde im März 1973 zum Doktor iuris der Universität Wien befördert. Von 1974 bis 1975 absolvierte er ein Studium in Rechtswissenschaften an der Columbia University in New York, wo Nowak anschließend zum Master of Law der Columbia University befördert wurde. In den Jahren 1973 bis 1978 war Nowak Vertragsassistent und Lehrbeauftragter und von 1979 bis 1987 Professor am Institut für Staats- und Verwaltungsrecht der rechtswissenschaftlichen Fakultät der Universität Wien. Seit 1986 ist er Dozent an der Universität Wien.
Von 1987 bis 1989 war Nowak außerordentlicher Universitätsprofessor und Direktor des niederländischen Menschenrechtsinstituts an der Universität Utrecht. Von 1989 bis 2001 leitete Nowak die Rechtsabteilung der österreichischen Bundesakademie für öffentliche Verwaltung in Wien. Und von 1989 bis 2002 arbeitete Nowak hauptberuflich als Dozent an der Verwaltungsakademie des Bundes in Wien: verantwortlich für die rechtswissenschaftlichen Seminare im Bereich der berufsbegleitenden Fortbildung und Führungskräfteschulung einschließlich EU-Curriculum.
Wissenschaftlicher Leiter des Wiener Ludwig-Boltzmann-Instituts für Menschenrechte (BIM) ist Nowak seit 1992, dieses hatte er, zusammen mit Felix Ermacora und Hannes Tretter gegründet. Im folgenden Jahr wurde er Mitglied einer Expertengruppe der Vereinten Nationen, der er bis 2001 angehörte. Ab 1994 arbeitete Nowak für drei Jahre als UN-Experte für vermisste Personen im ehemaligen Jugoslawien. Mitglied der Internationalen Juristenkommission (ICJ) ist er seit 1995. In diesem Jahr schloss er sich auch dem Komitee des Internationalen Menschenrechts-Tribunals gegen die Republik Österreich wegen der Verfolgung und Diskriminierung von Lesben, Schwulen, Bisexuellen und Transgender-Personen in Österreich von 1945 bis 1995 an und sprach anlässlich dessen Urteilsverkündung.
Zwischen 1996 und 2003 arbeitete Nowak als Richter des Internationalen Gerichtshofs in Bosnien-Herzegowina. Dort erlebte er im Januar 2002, wie Agenten der CIA sechs Terrorverdächtige verschleppten, die zuvor aus Mangel an Beweisen freigesprochen worden waren. In den Jahren 2002 bis 2003 war Nowak als Olof-Palme-Gastprofessor für Menschenrechte und humanitäres Völkerrecht an der Universität Lund in Schweden tätig.
Am 8. Januar 2002 legte Nowak der UN-Menschenrechtskommission einen Bericht vor. In diesem kritisierte er, dass die bestehenden Menschenrechtsinstrumente keinen ausreichenden Schutz vor dem Verschwindenlassen gewähren würden. Angeregt durch Nowaks Bericht rief die Menschenrechtskommission eine Arbeitsgruppe mit Vertretern aus 70 Ländern in die Welt, die für den Entwurf der am 23. Dezember 2010 in Kraft getretenen UN-Konvention gegen das Verschwindenlassen zuständig war.
Am 1. Dezember 2004 wurde er von der UN-Menschenrechtskommission zum Sonderberichterstatter über Folter benannt. Im Jahr 2004 war Nowak Gastprofessor für Menschenrechte und Demokratisierung am European Inter-University Centre for Human Rights and Democratization (EIUC) in Venedig tätig. Von 2007 bis 2008 hatte Nowak den Lehrstuhl für internationalen Menschenrechtsschutz an der Universität Wien. In den Jahren 2008 bis 2014 war Nowak Leiter der interdisziplinären Forschungsplattform „Human Rights in the European Context“ an der Universität Wien.
2006 intervenierte Manfred Nowak in einem Fall schwerer Misshandlungen eines Schubhäftlings durch Beamte einer Wiener Sondereinheit.
Von 2008 bis 2009 was Nowak Inhaber des Schweizer Lehrstuhls für Menschenrechte am Institut de hautes études Internationales et du développement in Genf, Schweiz. 2010 leitete Nowak die Initiativ-Fachschule „Empowerment through Human Rights“ der Universität Wien. Nowak war 2010 einer der vier Autoren eines UN-Berichtes über geheime Inhaftierungen im Kampf gegen Terrorismus.
Seit 2011 Professor für Internationales Recht und Menschenrechte am Institut für Europarecht, Internationales Recht und Rechtsvergleichung bzw. davor Professor am Institut für Staats- und Verwaltungsrecht der Rechtswissenschaftlichen Fakultät der Universität Wien. In diesem Amt legte Nowak 2006 einen kritischen Bericht über die Zustände im US-Internierungslager in Guantánamo vor. Die US-Regierung kritisierte ihn dafür scharf. Nowak, der das Lager nicht besuchen durfte, rügte folterähnliche Zustände und erniedrigende Behandlung von Häftlingen. Im Wesentlichen berief er sich auf Aussagen von Häftlingen und Anwälten und zitierte interne Vollzugsanordnungen des Verteidigungsministeriums der Vereinigten Staaten.
In Österreich arbeitet er für den Menschenrechtsbeirat des Innenministeriums. Auch hier setzt sich Nowak für menschenrechtskonforme Haftbedingungen ein. Nowak ist derzeit Vizepräsident der Österreichischen UNESCO-Kommission. Nowak leitet das EU-Projekt Atlas of Torture – Monitoring and Preventing Torture Worldwide am Boltzmann Institut für Menschenrechte.
Von 2012 an leitete Manfred Nowak den internationalen, interdisziplinären, zweijährigen Lehrgang „Vienna Master of Arts in Human Rights“ an der Universität Wien. Der Studiengang liegt derzeit auf Eis und wird im Jahr 2021 neu aufgelegt.
2014 war Nowak Gastprofessor an der Stanford University, Palo Alto, Kalifornien, und Leiter des interdisziplinären Forschungszentrums für Menschenrechte der Universität Wien.
Nowak ist seit 2016 Generalsekretär der EIUC in Venedig, Italien, die für den globalen Campus der Menschenrechte mit sieben Masterprogrammen in allen Weltregionen und vielen weiteren Aktivitäten im Bereich der Menschenrechts- und Demokratieerziehung verantwortlich ist. Er lehrt regelmäßig an verschiedenen anderen Universitäten, unter anderem an der American University in Washington, D.C.
Ab März 2021 leitet Nowak an der Universität für angewandte Kunst Wien den postgradualen Studiengang „The Vienna Master of Arts in Applied Human Rights“.

### Forschungs- und Studienreisen
- 1975: Studienreise durch zahlreiche Länder Lateinamerikas zu den Themen „Agrarreform“ und Verfassungsrechtsvergleichung[2][10]
- 1978: Forschungsaufenthalt an der London School of Economics and Political Science (LSE, bei Cedric Thornberry): Arbeit an der Habilitationsschrift zum Thema „Politische Grundrechte“[2][10]
- 1980: Forschungsaufenthalt an den Universitäten Amsterdam und Bielefeld sowie bei den Vereinten Nationen in Genf zur Weiterarbeit an der Habilitationsschrift[2][10]
- 1983–1984: Forschungsreise durch zahlreiche Länder Afrikas zum Thema: „Österreichische Bildungszusammenarbeit mit Afrika“[2][10]
- 1986–1987: Forschungsaufenthalt bei den Vereinten Nationen in Genf: Arbeit am Kommentar zum UNO-Pakt über bürgerliche und politische Rechte[2][10]

## Menschenrechtsverletzungen

### China
Manfred Nowak, Sonderberichterstatter der UN-Menschenrechtskommission für Folter und andere grausame Behandlungen, besuchte 2005 die Volksrepublik China und behauptete, dass Folter dort „weit verbreitet“ sei. Nowak sagte, obwohl die Folter, vor allem in städtischen Gebieten, rückläufig ist, sei sie in China nach wie vor weit verbreitet. Nowak gab einige Empfehlungen von Gesetzesreformen, die bis zu einem unabhängigen Überwachungssystem reichten. Nowak klagte auch über die Einmischung chinesischer Beamter in seine Arbeit. Nowak sagte, dass es schwerwiegende Vorkommnisse gab, die seine Mission behinderten.
Nowak legte im März 2007 bei der Generalversammlung des Menschenrechtsrats der Vereinten Nationen in Genf einen Bericht über Folter und andere grausame Misshandlungen vor. Unter anderem verwies er auf die Verfolgung und Misshandlungen von Dissidenten in China, wie Uiguren, Tibetern, Christen, Falun-Gong-Anhängern, Autoren und Menschenrechtsanwälten. Nowak erwähnte direkt den Organraub an Falun-Gong-Praktizierenden in China, der an vielen Orten ausgeführt werden würde, um Organe für Transplantationsoperationen zur Verfügung zu stellen. 2009 sagte Nowak gegenüber der Zeitung Epoch Times: „Die Erklärung, dass die meisten dieser Organe aus dem Todestrakt stammen, ist nicht eindeutig. Wenn ja, dann muss die Zahl der ausgeführten Schwerverbrecher viel höher sein, als bisher angenommen. Ich habe die chinesische Regierung um Klarheit und um genaue Daten gebeten.“ Die chinesische Regierung gab keine Erklärung und bestritt die Anschuldigungen.
2007 sprach Nowak als UN-Sonderberichterstatter über seine Untersuchungen gegen die Anschuldigungen des Organraubs durch die chinesische Regierung. Er erwähnte, dass die Indizienbeweise der beiden Kanadier, David Kilgour und David Matas, besorgniserregend seien. Nowak sagte er wolle seine Untersuchungen erst noch weiter verfolgen, bevor er ein Urteil abgeben würde.

### Indonesien
Im November 2006 präsentierte Manfred Nowak auf dem internationalen Panel an der Gadjah-Mada-Universität die Adoption der Yogyakarta-Prinzipien und wurde einer der 29 Unterzeichner. Bei den Prinzipien geht es um Grundsätze für die Anwendung des internationalen Menschenrechtsgesetzes in Bezug auf sexuelle Orientierung und Geschlechtsidentität.
In Indonesien gibt es kein Gesetz, das das Foltern bei Verhörungen bestraft. Nowak, Sonderberichterstatter der UNO für Folter, fordert seit seinem Besuch 2007 in West-Papua, dass ein solches Gesetz verabschiedet werden sollte.
Nowak war von der Regierung Indonesiens eingeladen worden und ging einige Tage nach Papua. Er berichtete, dass Folter immer noch praktiziert wird und sagte, dass Folter offiziell als Verbrechen bezeichnet und ins Strafgesetz aufgenommen werden sollte. Nowak bedauerte, dass dies nicht schon lange gemacht wurde, obwohl es von internationalen Beobachtern empfohlen worden war. Nowak meinte es würde ein deutliches Zeichen setzen, wenn Folterer bestraft werden würden und nur so kann Indonesien zeigen, dass es das Folterproblem angehen und abschaffen will. Nowak sagte, dass kein gesetzlicher Schutz für Festgenommene bestehen würde und Indonesiens Regierung somit internationale Normen verletze, zu denen sie sich verpflichtet hatte.

### Irak
Im September 2006 behauptete Nowak, dass Folter im Irak seit dem Irakkrieg ein größeres Problem sei, als es unter dem Regime Saddam Husseins war. Viele der Folterungen, so argumentierte er, werden von Sicherheitskräften, der Miliz (Volksheer) und Aufständischen durchgeführt. Nowak erwähnte, dass die entdeckten Leichen äußerst schwere Folterspuren aufwiesen.
„Die Situation in Bezug auf Folter im Irak ist jetzt völlig aus dem Ruder gelaufen. […] Die Situation an sich ist äußerst ernst, aber es ist nicht nur Folter durch die Regierung“, sagte Nowak, der UN-Sonderberichterstatter für Folter und Grausamkeit, vor Reportern in Genf.
Nowak sagte vor dem UN-Menschenrechtsrat in Genf, dass er mit den Behörden in Irak Gespräche über eine Untersuchungsmission geführt habe, aber noch keine Einladung erhalten hätte.

### Guantánamo Bay
Im Januar 2009 erschien Nowak im deutschen ZDF und sagte, er glaube, dass die Vereinigten Staaten eine klare Verpflichtung hätten, gegen Präsident George W. Bush und den ehemaligen Verteidigungsminister Donald Rumsfeld Klage wegen Folter im Gefangenenlager der Guantanamo Bay Naval Base in Kuba zu erheben. Nowak sagte: „Wir haben die Dokumente gesehen, die zeigen, dass diese Verhörmethoden ausdrücklich von Rumsfeld angeordnet wurden, aber natürlich mit dem Wissen der höchsten Ebenen in den Vereinigten Staaten.“ Die ehemalige US-Regierung unter George W. Bush sollte für Folter und Misshandlungen in Guantánamo zur Rechenschaft gezogen werden, so der UN-Sonderberichterstatter für Folter.
Nowak erwähnte in Berichten der Vereinten Nationen über das amerikanische Gefängnis in Guantánamo Bay, dass er die Haftanstalt überprüfte und Untersuchungen durchführte. Nowak nannte es eine Untersuchung der „dunklen Künste, die in diesen dunklen Jahren begangen wurden“. Er erwähnte, dass die Öffentlichkeit es vorziehen würde, der US-Regierung zu glauben, anstatt den Vereinten Nationen. Die US-Regierung habe die Untersuchungsergebnisse ständig bestritten, obwohl George W. Bush und Dick Cheney weitgehend die Auswirkungen der Folter überschätzten, damit sie diese rechtfertigen konnten, so Nowak.
Als Sonderberichterstatter der Vereinten Nationen für Folter war Nowak 2006 einer der fünf Autoren eines Berichts der Vereinten Nationen über die Inhaftierung von Gefangenen auf dem Marinestützpunkt der Vereinigten Staaten in Bahía de Guantánamo, Kuba.

### USA
2010 beschwerten sich Unterstützer des Gefreiten der United States Army Chelsea Manning (Bradley Manning) bei Manfred Nowak. Sie erwähnten, dass der Soldat in Haft misshandelt worden sei. Nowak untersuchte die Anschuldigungen. Manning war beschuldigt worden, geheime militärische und diplomatische Computerdateien der Website Wikileaks zugespielt zu haben.
Der Fernsehsender Fox News berichtete im Dezember 2010, dass der Pressesprecher der Quantico Marine Corps Base, wo Manning festgehalten wurde, den Vereinten Nationen mitgeteilt habe, dass es nichts zu befürchten gebe, nachdem der Weltkörper zugestimmt hatte, eine Beschwerde über die Haftbedingungen von Manning zu prüfen. Pressesprecher Villard erklärte, dass Manning fair behandelt werden würde und dass US-Beamte seine Situation überwachen würden.
Manning-Verfechter führten eine Kampagne im Internet durch, in der sie behaupteten die Gefängniszustände des Soldaten seien unmenschlich. Das Militär behauptete jedoch, dass diese Anschuldigungen unbegründet seien.
Manning war wegen Verrats zu 35 Jahren Haftstrafe verurteilt worden. Der damalige US-Präsident Obama verkürzte im Januar 2013 die Strafe um 112 Tage. Medienberichten zufolge soll Manning im Mai 2017 freigelassen worden sein.

### Freiheitsentzug von Kindern
Am 25. Oktober 2016 wurde Manfred Nowak zum unabhängigen Experten gewählt, die Leitung der neuen globalen Studie über die Situation von Kindern, denen die Freiheit genommen wurde, zu übernehmen. Mit der Resolution 71/177 lud die Generalversammlung den unabhängigen Sachverständigen ein, auf ihrer 73. Tagung im September 2018 einen Schlussbericht vorzulegen.
Das Ziel dieser Studie ist die Anzahl der Kinder herauszufinden, denen die Freiheit entzogen wurde; nach Alter, Geschlecht, Herkunft, Behinderung und anderen Gründen sowie die Ursachen, die Art und Dauer der Freiheitsentziehung und die Orte, an denen sie festgehalten werden. Zusätzlich gute Methoden darzulegen sowie die Meinungen und Erfahrungen der Kindern zu erfassen, damit durch diese globale Studie Empfehlungen zur Verbesserung der Situationen dieser Kinder deutlich dargestellt werden können. Diese Studie soll zudem eine Änderung der Einstellung und Verhaltensweise gegenüber gefährdeten Kindern bewirken. Empfehlungen für Recht, Politik und Praxis geben, damit die Rechte der betroffenen Kinder durch effektive Alternativen, die sich nach dem Wohl des Kindes richten, geschützt werden. Und dafür zu sorgen, dass die Anzahl dieser freiheitsberaubten Kinder erheblich reduziert werden kann.

## Menschenrechtsfunktionen
Im Februar 2008 war Manfred Nowak Gründungsmitglied der ‘Forschungsplattform für Menschenrechte im europäischen Kontext’ an der Universität Wien.
Als international anerkannter Experte auf dem Gebiet der Menschenrechte übte Nowak verschiedene unabhängige Expertenfunktionen für die Vereinten Nationen, den Europarat, die Europäische Union, die Organisation für Sicherheit und Zusammenarbeit in Europa (OSZE) sowie für Nichtregierungsorganisationen und im Unternehmenssektor aus. Die wichtigsten Expertenfunktionen sind im Folgenden aufgeführt:
- 1986–1993: Mitglied der österreichischen Delegation in der UN-Menschenrechtskommission in Genf.
- 1993: KSZE(OSZE)-Experte im Rahmen des Moskauer 4-Mechanismus der menschlichen Dimension.
- 1993–2001: Mitglied der UNO-Arbeitsgruppe über Verschwundene.
- 1994–1997: UNO-Sonderbeauftragter für Verschwundene im früheren Jugoslawien.
- Seit 1995: Mitglied und Ehrenmitglied der Internationalen Juristenkommission (ICJ), Genf.
- 1996–2003: Richter an der Menschenrechtskammer für Bosnien-Herzegowina in Sarajevo.
- 2000–2012: Vorsitzender einer Besuchskommission des Menschenrechtsbeirats beim Bundesministerium für Inneres.
- 2001–2006: UNO-Experte für Verschwundene.
- 2002–2006: Mitglied des EU-Netzwerks unabhängiger Sachverständiger für Grundrechte.
- 2004–2010: Sonderberichterstatter der Vereinten Nationen über Folter und andere grausame, unmenschliche oder erniedrigende Behandlungen.
- 2008: Mitglied und Berichterstatter eines Gremiums hochrangiger Persönlichkeiten.
- Seit 2010: Vizepräsident der österreichischen UNESCO-Kommission.
- 2012–2017: Stellvertretender Vorsitzender des Verwaltungsrats der EU-Agentur für Grundrechte, Wien.
- Seit 2012: Vorsitzender eines internationalen Überprüfungsausschusses zur Beurteilung der Einhaltung der beiden UN-Menschenrechtspakte durch die taiwanesische Regierung.
- Seit 2012: Mitglied des OMV-Beirats für Ressourcenschonung und Mitglied des Beirats des European Center for Constitutional and Human Rights, Berlin.
- Seit 2016: Unabhängiger Experte und Leiter der globalen UN-Studie über Kinder, die der Freiheit beraubt wurden.[4]

## Privates
Manfred Nowak ist Vater zweier Kinder. Er spricht neben seiner Muttersprache Deutsch fließend Englisch und Niederländisch.

## Preise
- 1994: Prize for the Teaching of Human Rights von der UNESCO[12][65]
- 1995: Verleihung des Berufstitels außerordentlicher Universitätsprofessor[2]
- 2007: Bruno Kreisky Preis für Verdienste um die Menschenrechte[9]
- 2008: Verleihung der Ehrenmedaille des European Inter-University Centre for Human Rights and Democratisation in Venedig sowie die Magdeburger Menschenrechtsmedaille durch die Otto-von-Guericke-Universität, Magdeburg[2]
- 2010: Menschenrechtspreis der Panteion Universität Athen[2]
- 2011: Verleihung des IAFS 2005 Hong Kong Forensic Foundation Lecture Award[2]
- 2012: Verleihung des Titels des Dr. et Prof. honoris causa der Eötvös Lorand Universität Budapest[2]
- 2013: Lisl und Leo Eitinger Preis für Menschenrechte der Universität Oslo uio.no[66]
- 2014: Otto-Hahn-Friedensmedaille[67][68]
- 2015: Egon Ranshofen-Wertheimer Preis, Verein für Zeitgeschichte in Braunau[69]
- 2017: Verleihung des Dr. honoris causa der Universität Bukarest[10]
- 2017: Überreichung des Bundesverdienstkreuzes am Bande durch Michael Müller, Bürgermeister von Berlin[70]
- 2018: Preis der Stadt Wien für Geisteswissenschaften[71]

## ZDF-Interview
Am Pfingstsonntag, den 19. Mai 2024, war Nowak Gast in der ZDF-Sendung Precht zum Thema „Wer rettet die Menschenrechte?“. Gast- und Namensgeber der Sendung ist der Philosoph und Publizist Richard David Precht.

## Schriften
Manfred Nowak ist Autor von mehr als 500 Publikationen auf dem Gebiet des Verfassungs-, Verwaltungs- und Völkerrechts sowie der Grund- und Menschenrechte. Nachfolgend sind einige aufgeführt:
- Politische Grundrechte. Springer, Wien 1988, ISBN 3-211-81993-2 (Habilitationsschrift).
- UNO-Pakt über bürgerliche und politische Rechte und Fakultativprotokoll, CCPR-Kommentar. Engel, Kehl 1989, ISBN 3-88357-077-X.
- UN covenant on civil and political rights, CCPR commentary. Engel, Kehl 1993, ISBN 3-88357-106-7.
- Die Vereinten Nationen und die Menschenrechte. In: Heiner Bielefeldt, Volkmar Deile, Bernd Thomson (Hrsg.): Amnesty International, Menschenrechte vor der Jahrtausendwende. Fischer Taschenbuchverlag, Frankfurt am Main 1993, ISBN 978-3-596-11691-1, S. 19–52.
- Europarat und Menschenrechte. Orac Verlag, Wien, 1994, S. 157–171, ISBN 978-3-8258-0524-1.
- Der Mythos vom effektiven Menschenrechtsschutz. In: FORVM, Wien 1995, Heft 493/494.
- Menschenrechtsdialog zwischen der EU und China – Verhandlungen des zweiten Rechtsexpertenseminars der EU und Chinas in Peking am 19. und 20. Oktober 1998. Wien, 2000.
- China und die Menschenrechte, Südwind Magazin, Wien, 2001.
- Einführung in das internationale Menschenrechtssystem, Neuer Wissenschaftlicher Verlag, Wien 2002, ISBN 3-7083-0080-7.
- Einführung in das internationale Menschenrechtsregime (chinesische Übersetzung 2009), 365 Seiten, NWV Neuer Wissenschaftsverlag, Leiden 2002, ISBN 3-7083-0080-7, 735 Seiten.
- Introduction to the International Human Rights Regime. Brill, 2003, ISBN 978-90-04-13658-8, 365 Seiten.
- Report of the Special Rapporteur on torture and other forms of cruel, inhuman or degrading treatment or punishment on his Mission to China, submitted on 10 March 2006 to the United Nations Commission on Human Rights, UN-Doc. E/CN.4/2006/6/Add.6, 59 Seiten, 2006.[72]
- (mit Elizabeth McArthur) The United Nations Convention against Torture. A Commentary, Oxford UP, New York 2008, ISBN 978-0-19-928000-1.
- Protecting Dignity: An Agenda for Human Rights (Schutz der Würde: eine Agenda für Menschenrechte – Fortschrittsbericht über das Gremium für Persönlichkeiten) von Manfred Nowak, Gremiummitglied und Berichterstatter, 2008.
- Human Rights in Criminal Justice Systems (gemeinsam mit Dato´Param Cumaraswamy), 9th Informal Asia-Europe Meeting (ASEM) Seminar on Human Rights, Strassburg, 2009, 88 Seiten.
- Die Bedeutung der Menschenrechte im 21. Jahrhundert. In: Jahresbericht 2009 der Österreichischen Parlamentsdirektion, Wien, 2009/2010.
- Einführung in das internationale Menschenrechtssystem (chinesische Übersetzung) (“Guoji Renquan Zhidu DaoLun”). Peking University Press, 2010, 383 Seiten.
- Auf dem Weg zu einem Weltgerichtshof für Menschenrechte. In: Heiner Bielefeldt, Hannes Tretter et al. (eds.): Jahrbuch Menschenrechte, 2011, S. 364–380. ISBN 978-3-205-78668-9.
- Folter. Die Alltäglichkeit des Unfassbaren.[73] Kremayr & Scheriau, Wien 2012, ISBN 978-3-218-00833-4.[74]
- All Human Rights for All - Vienna Manual on Human Rights, herausgegeben gemeinsam mit Karolina Januszewski und Tina Hofstätter, Intersentia/Neuer Wissenschaftlicher Verlag, Wien 2012, ISBN 978-3-7083-0853-1.
- Das absolute Folterverbot aus extraterritorialer Perspektive (gemeinsam mit Moritz Birk, Jörg Stippel). In: Zeitschrift für Menschenrechte, 2, 2012, S. 8–26, ISBN 978-3-89974-823-9
- Menschenrechte. Eine Antwort auf die wachsende ökonomische Ungleichheit. Edition Konturen, Wien 2015, ISBN 978-3-902968-08-1.
- Human Rights or Global Capitalism: The Limits of Privatization. University of Pennsylvania Press, 2016, ISBN 978-0-8122-4875-3.
- Menschenrechte oder globaler Kapitalismus, Die Grenzen der Privatisierung. Pennsylvania 2017, 256 Seiten.